# スウェーデン人
スウェーデン人（スウェーデンじん、スウェーデン語: svenskar）は、スウェーデンの国民、または、北欧スカンディナヴィア半島に分布するゲルマン民族の総称。以下、後者についてここで解説する。

## 居住地
主にスウェーデンをはじめ、ノルウェー、フィンランドに住んでいる。
スウェーデン語を母語とするスウェーデン人は、現在、本国スウェーデンの他、フィンランドとフィンランドの自治領オーランド諸島に住む。南部のスコーネ県はデーン人に由来し、現在もデンマーク語に近い方言を話すが、一般的にはスウェーデン人に含まれる。なお、スウェーデン国内には、サーミ人やフィンランド人も少数おり、近年は移民も受け入れている。宗教はプロテスタント系のルター派（ルーテル教会）が多数を占めており、国教（スウェーデン国教会）となっている。近年の世論調査では、90％がスウェーデン人を自認している。

## 歴史
98年、タキトゥスの記した「ゲルマニア」によると、強勢な種族 "Suiones"（スヴェーア人）の存在が確認出来る。北欧神話によれば、スヴェーア人は古代の紀元前1世紀頃の王にまで遡ることが出来、2世紀にはルーン文字を使用していた。スヴェーア人たちは、ヴァイキング活動の最中に纏まりを見せ、10世紀までにスウェーデン王国を形成した。なお、東方及び東欧に進出したヴァイキングの中には、ルーシ族などがヴァリャーグを構成し、ルーシ諸国家（キエフ・ルーシ等）の建設を担ったとされるが、これもスヴェーア人を含んだゲルマン人だとされている。
これらのスヴェーア人によってスウェーデン人が形成されたものと思われるが、民族としてのスウェーデン人は16世紀のデンマークを盟主としたカルマル同盟からの独立によって成立したと言える。フィンランドにいるスウェーデン人は、北方十字軍以降に移住したスウェーデン系フィンランド人を指す。また19世紀から20世紀にかけてアメリカ合衆国に移住したスウェーデン人は、スウェーデン系アメリカ人と言い、主に北部に移住している（アメリカ移民と同時期にカナダに移住したスウェーデン人は、スウェーデン系カナダ人を形成した）。

## 遺伝子
スウェーデン人のY-DNAハプログループは、ある調査では、Hg：Iが37.5％、Hg：R1aが24.4％、Hg：R1bが13.1％、Hg：Nが14.4％である。